# Créteil-Université
Créteil-Université è una stazione della metropolitana di Parigi sulla linea 8, sita nel comune di Créteil.

## La stazione
La stazione venne aperta il 10 settembre 1974 ed è una stazione di superficie.

## Interconnessioni
La stazione è collegata a quella della RER Saint-Maur - Créteil, al marché international de Rungis e alla stazione di La Croix de Berny grazie al TVM.
- Bus RATP - 317, TVM, 181, 281
- Noctilien - N32, N71

## Nelle vicinanze
- Università di Parigi XII Val-de-Marne